# Канно Йоко
Канно Йоко (菅野 よう子, 19 березня 1964) — японська композиторка і клавішниця, відома перш за все як авторка музики до аніме Meow on the Bridge (музичний офіс); Captain Duckling Records (музичний лейбл).
Основа мистецтва Канно — поєднання традицій класичної симфонічної і сучасної електронної музики. Її твори записувалися за участю таких відомих симфонічних оркестрів, як оркестри Ізраїльської, Чеської і Варшавської філармоній. Сама вона — блискуча клавішниця (фортепіано, синтезатор, акордеон), часто пише вірші до своїх пісень і сама їх виконує (під псевдонімом Габріела Робін).
Також авторка музичного супроводу комп'ютерних ігор корейської компанії «Gravity», для сиквела шалено популярної гри Ragnarok online вона створила близько 90 композицій. Її найвідоміші роботи — «Tank!» і «Rush» (з аніме «Cowboy Bebop»), «Voices» («Macross Plus)», «Dance of Curse» («Escaflowne»), а також «Gravity» («Wolf's Rain»). Очолювала гурт «The Seatbelts», створений з метою виконання саундтрека аніме «Cowboy Bebop». Написала музику до телевізійного аніме-серіалу «Ghost in the Shell: Stand Alone Complex» і повнометражного сиквелу «Ghost in the Shell: S.А.С. Solid State Society», зокрема дві відкриваючі пісні в ТБ серіалі («Inner Universe» і «Rise») і вступна пісня «Player» (спільно з японськой групою «Heartsdales»), фінальна пісня «Date of rebirth» в сиквелі «Ghost in the Shell: S.А.С. Solid State Society», виконані російською мовою.
Крім музики до аніме та ігор, Канно створює музику для кінофільмів і для телевізійної реклами на студії «Grand Funk Inc.»
З композитором і віолончелістом Хадзіме Мідзогуті спільно працювала над саундтреком до аніме «Please Save My Earth» і «Escaflowne».

## Роботи в аніме
- Brain Powerd
- Cardcaptor Sakura
- Cowboy Bebop
- Cowboy Bebop: Knockin' on Heaven's Door
- Dai-guard
- Earth Girl Arjuna
- Escaflowne: The Movie (у співпраці з Хадзіме Мідзогуті)
- Ghost in the Shell: S.А.С. Solid State Society
- Ghost in the Shell: Stand Alone Complex
- Ghost in the Shell: Tachikoma Days
- Jin-roh (фортепіано)
- Macross 7
- Macross 7 Encore
- Macross Dynamite 7
- Macross Plus
- Macross Zero
- Magnetic Rose
- Mindgame
- Noiseman Sound Insect
- Please Save My Earth (у співпраці з Хадзіме Мідзогуті)
- RahXephon
- RahXephon: Pluralitas Concentino
- Record of Lodoss War: Chronicles of the Heroic Knight
- Sousei no Aquarion
- TURN-A Gundam
- TURN-A Gundam: Earth Light
- TURN-A Gundam: Moonlight Butterfly
- The Vision of Escaflowne (у співпраці з Хадзіме Мідзогуті)
- Zankyou no Terror
- Вовчий дощ
- Space Dandy

## Роботи в кіно
- Beautiful Sunday
- Boku wa Benkyou ga Dekinai
- Mizu no Onna
- Natsujikan no Otonatachi
- Onkyou Seimeitai Noiseman
- tokyo.sora
- Shimotsuma Monogatari